# Isabelle Kocher
 (novembre 2022).
Il peut être nécessaire de l'améliorer pour respecter le principe de neutralité de point de vue. Veuillez consulter la page de discussion pour plus de détails.

 (février 2020).
Pour les articles homonymes, voir Kocher.
Isabelle Kocher, née Isabelle Thabut le 9 décembre 1966 à Neuilly-sur-Seine, est une femme d'affaires française. Elle a été directrice générale du groupe Engie de 2016 à 2020.

## Biographie
Isabelle Kocher effectue ses classes préparatoires au lycée Janson-de-Sailly. Elle est une ancienne élève de l’École normale supérieure de la rue d'Ulm (promotion 1987), agrégée de physique (1990, 1re), ingénieur du Corps des mines et titulaire d’un DEA d’optique quantique.

### Carrière
Isabelle Kocher est ingénieur général des mines. De 1991 à 1997, elle est chargée du projet de réorganisation des ateliers de production au sein de la Société européenne de propulsion (aujourd'hui dans le groupe Safran). De 1997 à 1999, elle est chargée du budget des télécommunications et de la défense au ministère de l'Économie. De 1999 à 2002, elle est conseillère pour les affaires industrielles au cabinet de Lionel Jospin, Premier ministre, où elle participe notamment à la création d'EADS, Areva et Thales.
Elle entre dans le groupe Suez en 2002. En 2007, elle y prend la direction de la Lyonnaise des eaux. Elle y impose une nouvelle vision du marché de l'eau, abandonnant l'approche volumétrique pure pour celle d'une gestion raisonnée de la ressource.
En 2011, elle devient directrice générale adjointe de GDF Suez, chargée des finances.
En octobre 2014, le comité des nominations du groupe GDF Suez propose au conseil d’administration la nomination d’Isabelle Kocher comme administrateur et directrice générale déléguée en remplacement de Jean-François Cirelli, alors numéro deux du groupe et ancien président de Gaz de France.

### À la tête d'Engie (2016-2020)
Le 3 mai 2016, à l'issue de l'assemblée générale d'Engie, la direction générale de l'entreprise est confiée à Isabelle Kocher,. Elle devient ainsi la troisième femme à être directrice générale d’un groupe du CAC 40. Elle poursuit alors la transformation du groupe Engie déjà amorcée, en insistant sur l’innovation et l'utilisation des outils numériques, en clarifiant sa stratégie et en développant certaines initiatives.
Considérant que le basculement en cours du secteur énergétique vers les énergies moins carbonées est inévitable dans l'intérêt des personnes consommatrices et des pays émergents, que la prise de conscience écologique est générale et que les technologies disponibles commencent à pouvoir être utilisées industriellement,, Isabelle Kocher prend la décision de soutenir ce basculement et de placer Engie dans les entreprises opérant une transition énergétique ;
Isabelle Kocher engage pour cela Engie dans une série de changements :
1. Mise en place de la stratégie dite des « Trois D » : « décarbonisation » (abandon progressif des combustibles fossiles), décentralisation, « digitalisation » (transformation numérique)[16]. L’abandon progressif du charbon dans la production d’électricité et l'augmentation de la part des énergies renouvelables dans le mix énergétique devient un objectif du groupe. La décentralisation vise à développer un mode de production plus « éclaté » et une consommation plus « locale » de l’électricité et du gaz. La « numérisation » doit permettre la gestion automatisée de ces multiples stocks d'énergie au moyen de réseaux dits « intelligents » qui adaptent en temps réel l’offre à la demande d’énergie[17] ;
2. Réorganisation du groupe début 2016 au profit d'une organisation géographique, plus proche du terrain et permettant une synergie entre les diverses offres énergétiques[13] ;
3. Nomination en 2016 de cinq nouveaux membres au comité exécutif, incarnant les nouvelles priorités du groupe, dont son internationalisation[15] : 1o Pierre Deheunynck, directeur des ressources humaines notamment chargé de la « transformation » ; 2o Paulo Almirante, chargé de certaines « business units » (c.-à-d. unités d’affaires) géographiques et de la responsabilité environnementale et sociétale ; 3o Yves Le Gélard, directeur du « numérique » et des systèmes d'information ; 4o Thierry Lepercq, chargé de la recherche, de la technologie et de l'innovation ; 5o Shankar Krishnamoorthy, notamment chargé de la supervision des cinq métiers du groupe, de la stratégie, de Tractebel et d’Engie Solar[18],[19] ;
4. Recentrage du portefeuille d'activités d'ici 2019 : le désengagement du charbon et du pétrole pour la production électrique — avec 15 milliards d'euros d'immobilisations cédés en trois ans — permet d'accroître les investissements dans trois métiers d'avenir (22 milliards d'euros prévus sur trois exercices annuels) : 1o la production d'électricité peu carbonée ; 2o les infrastructures notamment gazières ; 3o les solutions intégrées pour les clients[16],[13]. Plus de la moitié du plan de cessions et d'investissement est déjà réalisé en mars 2017[20],[21]. Ainsi pour la période 2016-2021, l'objectif est de multiplier par quatre les installations solaires et par deux la production éolienne d’électricité[20]. Engie investit également 1,5 milliard d'euros en trois ans dans les développements technologiques et numériques qui doivent constituer des leviers de croissance complémentaires d’ici cinq ou dix ans : production d'énergie au domicile ou dans des immeubles de bureaux, stockage de l'énergie, production d'hydrogène sans dioxyde de carbone, services de location ou recharge de véhicules électriques[20],[21],[22],[23] ;
5. Au-delà de l'internationalisation du groupe, Isabelle Kocher a fait de la féminisation du management d'Engie une priorité et a, de manière corrélée, fixé un objectif de 25 % de cadres supérieurs et 35 % de hauts potentiels qui soient des femmes[24] aux alentours de 2020.

La CGT évoque le fait que tous les salariés ne partagent pas la stratégie, contrairement à ce qu'aurait pu dire Isabelle Kocher en interne, notamment les anciens «gaziers» bousculés par l'abandon des activités historiques.
En février 2018, l'État confirme la dissociation des fonctions de Président et de Directeur général chez Engie et nomme Jean-Pierre Clamadieu, président du comité exécutif de Solvay, à la présidence du conseil d'administration, en remplacement de Gérard Mestrallet dont le mandat est arrivé à échéance. Isabelle Kocher, qui connaît bien Jean-Pierre Clamadieu, réagit ainsi à cette nomination : « Si un président nous rejoint et que, parce qu’il est complémentaire, parce qu’il est convaincu du projet, il nous aide à l’accélérer, je suis ravie ». Il prend ses fonctions en mai 2018, tout en restant à la tête de Solvay.
A l'issue des trois premières années d'Isabelle Kocher à la tête d'Engie, ce sont 15 milliards d'euros d'investissements qui ont été engagés, financés par la vente d’actifs dans le charbon et l’amont pétrolier et gazier. La transformation du groupe est généralement considérée comme rapide et profonde.

#### 2019-2020
En février 2019, Isabelle Kocher présente un nouveau plan triennal pour Engie, pour spécialiser l'entreprise dans les «services à haute valeur ajoutée» et les énergies renouvelables et ainsi accélérer la transformation des métiers de l'entreprise.
Elle compte ainsi accompagner ce qu’elle appelle la « deuxième vague de la transition énergétique » : après une première vague où la transition énergétique était poussée par les États, elle est aujourd’hui tirée par les entreprises et les collectivités territoriales, qui souhaitent répondre à la pression des associations et des citoyens.
La sortie définitive du charbon est annoncée, avec la vente des derniers actifs dans ce domaine. Ces cessions, ajoutées à d'autres, représentent 6 milliards d'euros et financent une partie des 12 milliards d'euros d'investissements annoncés dans les services énergétiques et les énergies "vertes",.
Isabelle Kocher annonce également qu'Engie souhaite se concentrer sur vingt pays et trente métropoles. La plupart situées en Asie du Sud-Est et en Afrique, seront considérées comme prioritaires.

#### Fin de son mandat à la tête d'Engie (2020)
À l'issue d’une réunion extraordinaire du conseil d’administration d’Engie tenue le 6 février 2020, son mandat arrivant à terme en mai 2020 n’est pas renouvelé,.
Quelques jours plus tard, sous la pression de la direction, elle décide de ne pas aller jusqu'au bout de son mandat et quitte Engie dès le lundi 24 février 2020. Le montant de ses indemnités est évalué à 3,3 millions d'euros, comprenant les indemnités transactionnelles, de non-concurrence en plus de celles liées à la rupture anticipée de son contrat de travail,.

### Mandats actuels et passés
- Le 30 novembre 2017, le Forum économique mondial a annoncé qu'une équipe de sept femmes co-présiderait la 48e réunion annuelle, à Davos, en Suisse, du 23 au 26 janvier 2018[37]. Les membres de cette équipe sont : Isabelle Kocher, directrice générale d'Engie, en France ; Fabiola Gianotti Directrice Générale de l'Organisation européenne pour la recherche nucléaire (CERN), en Suisse ; Sharan Burrow secrétaire générale de la Confédération syndicale Internationale (CSI), en Belgique ; Christine Lagarde directrice générale du Fonds monétaire international, à Washington ; Ginni Rometty PDG d'IBM, aux États-Unis ; Erna Solberg Premier Ministre de la Norvège ; et Chetna Sinha fondatrice d'un organisme financier pratiquant la microfinance en Inde et aidant les femmes ayant un projet économique à le concrétiser[38],[39].

### Famille
Ses parents sont Henri Thabut, qui a été directeur financier de CIT-Alcatel, et Marie-Noëlle Thabut, née Chambert-Loir, auteure d'ouvrages sur la Bible, chroniqueuse à Radio Notre-Dame, et sur la chaîne de télévision KTO.
Elle a une fille et quatre garçons.

## Prix et distinctions
En septembre 2017, Isabelle Kocher a été classée à la troisième place du palmarès international des femmes les plus puissantes, établi par le magazine Fortune.
En décembre 2019, le magazine Forbes désigne Isabelle Kocher comme la 13e femme la plus puissante du monde.
- Chevalier de la Légion d'honneur Elle est faite chevalier le 31 décembre 2012[43].
- Officier de l'ordre national du Mérite Elle est faite chevalier le 14 mai 2010[44], puis est promue officier le 29 mai 2019[45].